# British American Tobacco
British American Tobacco es una compañía tabacalera propietaria de algunas de las marcas más importantes de cigarrillos, como Dunhill, Lucky Strike y Pall Mall. Igualmente, es distribuidora a través de su acuerdo con Rothmans Inc., de otras tantas marcas, entre ellas, Benson & Hedges, esta última compartida con Philip Morris.

## Historia
La empresa fue originalmente fundada en 1902 cuando Imperial Tobacco del Reino Unido y American Tobacco de los Estados Unidos acordaron fusionarse como British American Tobacco Company Ltd.
Pero en 1911 American Tobacco fue declarada como un monopolio en los Estados Unidos, por lo que el complejo grupo fue obligado a separase y a deshacerse de sus participaciones cruzadas. Por ello British American Tobacco cotizó en la Bolsa de Londres al año siguiente y la mayoría de sus participaciones estadounidenses fueron adquiridas por inversores británicos.
En 1912 y por decreto del presidente argentino Roque Sáenz Peña, se crea la Compañía Nacional de Tabaco. En 1913 se firma un acuerdo con la BAT, mediante el cual se crea la filial The Argentine Tobacco Company, iniciándose la importación de tabaco británico. El primer producto de importación ofrecido, es el cigarrillo Pour le Noblesse, el cual se convierte en éxito comercial. Tras el golpe de Estado de 1930, un Decreto de la dictadura prohíbe el uso del término "Nacional" en las compañías, por lo que en 1933 y tras traspasar el mando de la Compañía Nacional de Tabaco a la BAT, la compañía cambia su denominación a Compañía Nobleza de Tabaco, en alusión a su producto más exitoso: Pour le Noblesse. En 1977 se acuerda la fusión de "Nobleza" con la compañía Manufactura de Tabacos Piccardo & Cía., creándose la compañía Nobleza Piccardo SAICyF, asumiendo la BAT su control total.
En 1914 British American Tobacco adquirió la compañía tabacalera brasileña Souza Cruz, que continúa siendo la empresa tabaquera líder en Brasil, y en 1927 la compañía regresó al mercado estadounidense al comprar Brown & Williamson.
En la siguiente década se desarrollaron redes independientes de distribución con subsidiarias totalmente funcionales, estableciendo plantaciones de hoja de tabaco y operaciones de manufactura en países tan diversos como la India, la península de Indochina, Argentina, México y Nigeria. En China la compañía llegó a alcanzar una cuota de mercado superior al 50%, pero sus operaciones fueron nacionalizadas entre 1949 y 1952.
A partir de 1960 se diversificaron los negocios, con una expansión gradual hacia el papel y la pulpa, los cosméticos (en donde British American Cosmetics logró colocarse como líder de la industria en el Reino Unido), y posteriormente hacia los servicios financieros.
En 1976 se crea la compañía holding British American Tobacco Industries, que en 1990 decide enfocarse en el negocio de tabaco y de los servicios financieros, deshaciéndose de casi todas las demás líneas de negocio.
En 1998 los negocios de servicios financieros fueron separados y British American Tobacco PLC se convirtió en una empresa cotizada de manera independiente en la Bolsa de Londres. En 1999 posicionada como segunda mayor compañía del sector, cerró un acuerdo estratégico con Rothmans, la cuarta compañía tabaquera más grande del mundo.
En 2004 la filial Brown & Williamson de los Estados Unidos se fusiona con RJ Reynolds (Japan Tobacco) en la nueva compañía Reynolds American, de la cual British American Tobacco posee el 42%.
En 2012, la compañía tenía 55.000 empleados, y sus ingresos eran de £ 15.190 millones.
El 17 de enero de 2017 se dio a conocer la adquisición de su rival estadounidense, Reynolds American, por 49.900 millones de dólares.

## Deportes
Uno de los ámbitos donde la British American Tobacco hizo uso de sus patrocinios, fue en el ámbito del deporte motor. Tanto en el automovilismo como en el motociclismo tuvo presencia durante buena parte de la década de 1990, patrocinando pilotos y equipos de ambas disciplinas, principalmente a través de su producto Lucky Strike. Al mismo tiempo, supo también patrocinar otras disciplinas dle deporte motor a través de otras marcas como Rothmans y 555.

## Filiales

### Argentina
En Argentina, British American Tobacco opera a través de su filial que incluye la histórica empresa Nobleza Piccardo, adquirida en 1994 como parte de la expansión regional del grupo.La planta principal está ubicada en Pilar.Controla aproximadamente el 35% del volumen total de ventas, por debajo de Phillip Morris International.En 2025, el precio promedio de los productos de ambas compañías ronda los $4.000 ARS por paquete de 20 cigarrillos,lo que ha impulsado el crecimiento del consumo de segundas marcas como Red Point, fabricada por Tabacalera Sarandí, que representa cerca del 33 % del mercado nacional.

### Chile
La filial BAT Chile, originalmente Compañía Chilena de Tabacos, fue adquirida por BAT en 1936 y desde entonces ha sido la principal tabacalera del país.Con una fábrica en Casablanca, produce marcas globales como Kent, Lucky Strike, Pall Mall y Dunhill.

### España
BAT se integró al mercado español desde 1979 cuando adquirió el 50% de las acciones del grupo tabaquero Fierro mediante una empresa mixta junto a la estatal Tabacalera. Esta alianza le permitió a BAT consolidar rápidamente su presencia industrial y comercial en el país. En España, BAT maneja marcas reconocidas como Lucky Strike, Kent, Pall Mall y Rothmans, compitiendo directamente con Philip Morris y Japan Tobacco.

### México
En México, BAT opera a través de BAT México, parte del grupo global, con oficinas centrales en Monterrey y presencia en todo el país. Su portafolio incluye marcas como Kent, Lucky Strike, Pall Mall y Rothmans, y cubre un mercado latinoamericano altamente concentrado. La estrategia regional se basa tanto en penetración de mercado como en promociones en punto de venta.Mientras BAT domina sin contrapeso en Brasil, Chile, Perú y Venezuela, tiene menor peso en el mercado respecto de Philip Morris International en Argentina y México.